# Kálfafellsstaðarkirkja
Kálfafellsstaðarkirkja är en kyrka på Island, i Kálfafell i kommunen Hornafjörður. Den nuvarande kyrkan invigdes 31 juli 1927. Kyrkan är designad av Gudjón Samúelsson, statens husmästare.

## Inventarier
- Paten är tillverkad 1761 av Brand Jonsson.
- Kalk, troligen tillverkad av Brand Jonsson.